# لینی (ویسکانسین)
لینی (به انگلیسی: Laney) یک منطقهٔ مسکونی در ایالات متحده آمریکا است که در شهرستان شاوانو، ویسکانسین واقع شده‌است. لینی ۲۶۴٫۸۷ متر بالاتر از سطح دریا واقع شده‌است.